# Peter Latham
Peter Latham (Te Awamutu, Waikato, 8 de gener de 1984) és un ciclista de Nova Zelanda, especialista en pista. Del seu palmarès destaquen dues medalles de bronze en els Campionats del món de persecució per equips i una al de Contrarellotge sub-23.

## Palmarès en pista
- 2003
  -  Campió de Nova Zelanda en Persecució
- 2005
  - Campió d'Oceania en Persecució per equips, amb Timothy Gudsell, Marc Ryan i Jason Allen
- 2009
  - Campió d'Oceania en Persecució per equips, amb Sam Bewley, Wesley Gough i Marc Ryan

### Resultats a laCopa del Món en pista
- 2011-2012
  - 1r a la Classificació general i a la prova de Pequín, en Persecució

## Palmarès en ruta
- 2003
  -  Campió de Nova Zelanda sub-23 en contrarellotge
- 2004
  -  Campió de Nova Zelanda sub-23 en ruta
  -  Campió de Nova Zelanda sub-23 en contrarellotge
  - Vencedor d'una etapa del Tour de Southland
- 2005
  - 1r als Tres dies de Cherbourg
  - Vencedor de 3 etapes del Tour de Wellington
- 2007
  - Vencedor d'una etapa del Kreiz Breizh Elites
- 2009
  -  Campió de Nova Zelanda en Critèrium
- 2010
  - Vencedor d'una etapa del Tour d'Elk Grove